# Jean-François Varlet
Jean-François Varlet (Paris, 14 de julho de 1764 — Corbeil-Essonnes, 1837) foi um revolucionário francês.
Nascido numa família pequeno-burguesa, Jean-François Varlet faz seus estudos no Colégio de Harcourt.
Abraça com entusiasmo os ideais da Revolução Francesa, redige canções patrióticas e assina petições, notadamente a do Massacre do Campo de Marte, em 17 de Julho de 1791.
Em 24 de maio de 1793, é preso junto com Jacques-René Hébert, mas libertado triunfalmente três dias depois e prepara então as Jornadas de 31 de Maio e 2 de Junho de 1793. 
Em diversos escritos publicados em 1792 e 1793, mostra-se partidário da democracia direta e da redistribuição das propriedades. Alinha-se assim com Jacques Roux e outros, no Partido dos Enragés.
Preso novamente em Setembro de 1793, é libertado em 29 de outubro de 1793. Novamente detido depois da queda de Robespierre, fica mais de um ano na prisão.
Torna-se bonapartista depois de 1800 e depois de mudar-se para Nantes e saudar a queda do Rei Carlos X, morre afogado em Corbeil-Essonnes no dia 4 de outubro de 1837. 

## Publicações(em francês)
- Aux Mânes de Marat, 1790 - 1830
- Déclaration solennelle des droits de l’homme dans l’état social
- Gare l’explosion, 1794
- Magnanimité de l’Empereur des Français envers ses ennemis, à l’occasion de la nouvelle déclaration des Puissances, 1814
- Le panthéon français, 1795
- Projet d’une caisse patriotique et parisienne, 1789
- Vœux formés par des Français libres, 1785 - 1795
- Vœux formés par des Français libres, 1785 - 1795
- Vœux formés par des Français libres, ou Pétition manifeste d’une partie du souverain à ses délégués pour être signée sur l’autel de la patrie et présenté [sic] le jour où le peuple se lèvera en masse pour résister à l’oppression avec les seules armes de la raison